# In situ
In situ is een Latijnse uitdrukking die in plaats, op zijn plaats of ter plekke betekent. Zij wordt in diverse contexten gebruikt.

## Archeologie en aardwetenschappen
In de archeologie zijn artefacten in situ wanneer deze zich nog op de oorspronkelijke plaats van depositie bevinden, dat wil zeggen de objecten liggen of staan nog precies zo als ze in het verleden zijn achtergelaten. Dit is vaak het geval bij zogenaamde gesloten grafvondsten (bijvoorbeeld het graf van Toetanchamon), waarbij grafgiften niet door grafrovers zijn verplaatst of zelfs verwijderd. Artefacten in situ verschaffen de archeologie veel meer informatie dan losse vondsten.
Ook binnen de geologie wordt de uitdrukking gebruikt; hier verwijst het naar sedimenten of stollingsgesteenten die op de plaats waar ze gevonden zijn, gevormd zijn. Voorbeelden hiervan zijn riffen, steenkoollagen en bepaalde uitvloeiingsgesteenten. Ook in de paleontologie wordt de term gebruikt voor fossiele resten die sinds hun inbedding in sediment niet van positie veranderden.

## Kunst
In de kunstwetenschappen wordt de term in-situmateriaal gebruikt voor toegepaste materialen die aanwezig zijn op de plek waar men het kunstwerk maakt. Dit komt met name in 20ste-eeuwse kunst voor, zoals de Italiaanse beweging arte povera van de jaren 1960, bijvoorbeeld Iglo van Merz met onder andere gras. In de landschapskunst is Richard Long een voorbeeld, hij construeerde A circle in Alaska met gevonden houtblokken.

## Biologie en geneeskunde
In de biologie betekent in situ het bestuderen van een fenomeen exact daar waar het optreedt, zonder het naar een speciaal medium te verplaatsen. Gewoonlijk betekent het iets tussen in vivo en in vitro in. Bij populaties van dieren die in hun natuurlijke habitat verblijven spreekt men van in-situpopulaties. Dierpopulaties die buiten hun natuurlijke gebied verblijven worden ex-situpopulaties genoemd. Een voorbeeld zijn populaties van dieren in dierentuinen. 
In de oncologie betekent carcinoma in situ dat een carcinoom - dat uitgaat van het epitheel - niet is doorgedrongen door de basale laag in het onderliggende weefsel.
In de geneeskunde wordt het vaak gebruikt om aan te geven dat een bepaald hulpmiddel of prothese (nog) op zijn plaats zit: "beiderzijds trommelvliesbuisje in situ".
In de genetica kan in situ ook  in het chromosoom betekenen, bijvoorbeeld: fluorescentie-in-situhybridisatie.

## Bouw
In de bouw betekent in situ het ter plekke bouwen van een constructie. Dit in tegenstelling tot prefab, waarbij constructies op een andere plek worden gebouwd.

## Scheikunde
In de scheikunde zijn er veel onstabiele moleculen die in situ gesynthetiseerd moeten worden voor verschillende processen. In situ wil hier zeggen dat het reagens wordt aangemaakt in het reactievat. Naast de (in)stabiliteit van de verbinding kan ook een specifieke eigenschap van de in-situproductie een rol spelen:
- De in-situbereiding van waterstofsulfide heeft niet zo zeer met de instabiliteit van waterstofsulfide te maken, alswel met zijn vluchtigheid, stankoverlast en giftigheid. Na de ontleding van thioaceetamide in water kan het gevormde waterstofsulfide meteen reageren met eventueel aanwezige metaalionen.
- De in-situproductie van NH3 uit ureum voorkomt de lokale overmaat aan ammonia die het gevolg zou zijn van het toevoegen van een "scheut" ammonia aan een oplossing.